# Jana Löber
Jana Chiara Elena Löber (* 13. Juli 1997 in Bad Soden am Taunus) ist eine deutsche Fußballspielerin.

## Karriere

### Verein
Löber begann als Vierjährige mit dem Fußballspielen beim 1. FC Lorsbach. Danach spielte sie ab 2005 für den FC Marxheim, zuletzt bis 2013 in der männlichen B-Jugend. Parallel dazu lief sie mit einem Zweitspielrecht ab 2009 für Nachwuchsmannschaften des Bundesligisten 1. FFC Frankfurt auf und wurde zur Saison 2013/14 Teil des Zweitligakaders der Frankfurter Reservemannschaft. Ein Jahr später wurde Löber zudem in den Bundesligakader der Frankfurterinnen berufen. Ihr Profidebüt gab sie am 29. März 2015 im Viertelfinal-Rückspiel der UEFA Women’s Champions League gegen den Bristol Academy WFC mit Einwechslung für Kerstin Garefrekes. Als Frankfurt in der Schlussphase der Partie beim Stand von 6:0 ein Elfmeter zugesprochen wurde, trat Löber an und verwandelte zu ihrem ersten Profitor. Im Februar 2016 zog sie sich einen Wadenbeinbruch zu. Am Ende der Saison 2015/2016 verließ sie den FFC Frankfurt und ging studienbedingt in die USA. Am 29. Juni 2016 verkündete die Athletic Sektion der University of South Alabama die Verpflichtung von Löber, wo sie im Women Soccer Team der South Alabama Jaguars spielen wird.

### Nationalmannschaft
Löber absolvierte 2013 insgesamt neun Länderspiele für die deutsche U-16- und U-17-Nationalmannschaft. Mit der U17 wurde sie Europameisterin.

## Persönliches
Löber wurde in Bad Soden am Taunus geboren und wuchs in Lorsbach auf. Für den Turnverein 1885 Lorsbach wurde sie 2002 in ihrer Altersklasse mit Luisa Heiland Junioren-Meister der Schau-Duo des Taunus-Kreis im Polka.